# Галичо-Рускій Вѣстникъ
«Галичо-Рускій Вѣстникъ» — львівський урядовий часопис. Виходив від липня 1849 до лютого 1850 року. З лютого 1850 року його замінив «Вѣстникъ для Русиновъ Австрійскои державы», що виходив у Відні.

## Основні дані
Опис: Руская народна и правительска часопись. 
Головний редактор: Микола Устиянович [Николай Оустіянович], Володимир Шашкевич (1863 ч. 8-17).
Перший номер вийшов 2(14) липня 1849 року. Періодичність: тричі на тиждень (вівторок, четвер і субота). Вийшли числа:
- 1849 — ч. 1-78
- 1850 — ч. 1-16

Формат: 40 × 25 см. 
Обсяг (нумерація для кожного річника загальна): 324 (1849) і 64 сторінки (1850). 
Друк: Галицька урядова друкарня. 
Адреса: Нижня Вірменська, ч. 347.

## Тематика
В окремо поданому редакцією «Галицьких краєвых газет» анонсі під назвою «Програмъ» зазначалося, що головним завданням часопису є «розширеніє истинного просвіщеніа меже народом о єго политических и общественных ділах, о правах и повинностях єго, о значенію и цільности оустановленій правительских…».
Урядовий пресовий орган складався з двох частин: офіційна «Урядова часть» з розпорядженнями, повідомленнями («Возваніє до сельского народа в Галиціи» намісника краю графа Аґенора Ґолуховського), іншими урядовими матеріалами та неофіційна частина, що містила рубрики «Политичєски новины», «Дневникъ краєвый», «Всячина» та «Розговоры», де подавали інформацію про суспільно-політичне, економічне та культурне життя краю, політичні події в Австрії, Росії, Німеччині, Італії, Франції, Англії, Греції, Швейцарії та в інших країнах. У рубриці «Розговоры» друкувалися бесіди про конституцію, правові обов'язки громадян, рівноправність націй в Австрійській державі, про промислове господарство Галичини, мовні проблеми, заснування народних шкіл у Галичині, роз'яснення окремих урядових постанов («Изъясненіє провизоричной громадской оуставы»). Серед публікацій цієї рубрики статті Йосипа Левицького «Оуваги над образованьєм языка галицко-руского от часу конституціи» (1849. — Ч. 69—72), Йосипа Лозинського «Ще щось о правописи» (1850.— Ч. 4-5) та низка інших статей стосовно правопису «руської мови».
У часописі опубліковано повісті «Месть Верховинця» і «Старий Єфрем» Миколи Устияновича, казку «Нечиста сила» Г. Сологуба.
Співпрацівники видання: Іван Головацький, Богдан Дідицький і Михайло Коссак.
Останнє (16-те) число вийшло 7(19) лютого 1850 р. З цього ж числа замість «Галичо-Руского Вѣстника» у Відні почав виходити урядовий часопис «Вѣстникъ для Русиновъ Австрійскои державы» за редакцією І. Головацького тв Б. Дідицького.